# 슷쓰정
슷쓰정(일본어: 寿都町)은 일본 홋카이도 시리베시 종합진흥국 관내의 슷쓰군에 속하는 정이다.
지명은 아이누어로 ‘슈프키페트’(シュプキペツ, 모(茅)가 많은 강)이 와전된 것이라고 한다.

## 지리
슷쓰만과 접한 동해 측의 정이다. 지역은 슈부토강을 사이에 두고 슷쓰 측과 우타스쓰 측으로 크게 나눌 수 있다. 주로 산악 지대와 해안 지대에 취락이 형성되어 있고 평야는 슈부토강 하구 부근 뿐이다. 산악 지대의 최고봉은 슈쓰호로산 정상의 892.3m이다. 해안은 암초가 대부분이며, 모래사장은 슈부토강 하구 등밖에 없다.

### 기후
쾨펜의 기후 구분으로는 서안 해양성 기후에 속한다. 쓰시마 난류의 영향으로 홋카이도 안에서는 비교적 온난한 기후이다.
| 슷쓰정의 기후                                                | 슷쓰정의 기후 | 슷쓰정의 기후 | 슷쓰정의 기후 | 슷쓰정의 기후 | 슷쓰정의 기후 | 슷쓰정의 기후 | 슷쓰정의 기후 | 슷쓰정의 기후 | 슷쓰정의 기후 | 슷쓰정의 기후 | 슷쓰정의 기후 | 슷쓰정의 기후 | 슷쓰정의 기후   |
| 월                                                           | 1월           | 2월           | 3월           | 4월           | 5월           | 6월           | 7월           | 8월           | 9월           | 10월          | 11월          | 12월          | 연간            |
| ------------------------------------------------------------ | ------------- | ------------- | ------------- | ------------- | ------------- | ------------- | ------------- | ------------- | ------------- | ------------- | ------------- | ------------- | --------------- |
| 역대 최고 기온 °C (°F)                                       | 12.2 (54.0)   | 11.2 (52.2)   | 17.5 (63.5)   | 27.7 (81.9)   | 29.0 (84.2)   | 31.3 (88.3)   | 33.0 (91.4)   | 34.0 (93.2)   | 31.1 (88.0)   | 26.8 (80.2)   | 20.6 (69.1)   | 15.1 (59.2)   | 34.0 (93.2)     |
| 일평균 최고 기온 °C (°F)                                     | −0.2 (31.6)   | 0.3 (32.5)    | 3.9 (39.0)    | 10.2 (50.4)   | 15.7 (60.3)   | 19.2 (66.6)   | 23.0 (73.4)   | 24.6 (76.3)   | 21.6 (70.9)   | 15.6 (60.1)   | 8.4 (47.1)    | 2.0 (35.6)    | 12.0 (53.6)     |
| 일일 평균 기온 °C (°F)                                       | −2.3 (27.9)   | −1.9 (28.6)   | 1.2 (34.2)    | 6.5 (43.7)    | 11.5 (52.7)   | 15.4 (59.7)   | 19.5 (67.1)   | 21.2 (70.2)   | 18.1 (64.6)   | 12.1 (53.8)   | 5.6 (42.1)    | −0.3 (31.5)   | 8.9 (48.0)      |
| 일평균 최저 기온 °C (°F)                                     | −4.7 (23.5)   | −4.6 (23.7)   | −1.7 (28.9)   | 2.8 (37.0)    | 7.8 (46.0)    | 12.3 (54.1)   | 16.8 (62.2)   | 18.4 (65.1)   | 14.6 (58.3)   | 8.4 (47.1)    | 2.3 (36.1)    | −2.8 (27.0)   | 5.8 (42.4)      |
| 역대 최저 기온 °C (°F)                                       | −15.7 (3.7)   | −15.0 (5.0)   | −11.4 (11.5)  | −7.7 (18.1)   | −1.4 (29.5)   | 2.7 (36.9)    | 7.1 (44.8)    | 10.8 (51.4)   | 4.8 (40.6)    | −3.6 (25.5)   | −9.0 (15.8)   | −15.0 (5.0)   | −15.7 (3.7)     |
| 평균 강수량 mm (인치)                                        | 120.2 (4.73)  | 87.4 (3.44)   | 68.1 (2.68)   | 59.3 (2.33)   | 65.9 (2.59)   | 60.7 (2.39)   | 94.5 (3.72)   | 130.1 (5.12)  | 149.8 (5.90)  | 128.0 (5.04)  | 148.2 (5.83)  | 138.5 (5.45)  | 1,250.6 (49.24) |
| 평균 강설량 cm (인치)                                        | 146 (57)      | 114 (45)      | 60 (24)       | 3 (1.2)       | 0 (0)         | 0 (0)         | 0 (0)         | 0 (0)         | 0 (0)         | 0 (0)         | 24 (9.4)      | 108 (43)      | 454 (179)       |
| 평균 강수일수 (≥ 0.5 mm)                                     | 25.2          | 20.9          | 16.6          | 11.7          | 10.6          | 9.4           | 9.8           | 11.0          | 13.3          | 15.8          | 20.1          | 24.8          | 189.2           |
| 평균 강설일수 (≥ 1 cm)                                       | 25.3          | 21.3          | 16.0          | 1.6           | 0.0           | 0.0           | 0.0           | 0.0           | 0.0           | 0.0           | 6.0           | 21.2          | 91.5            |
| 평균 상대 습도 (%)                                           | 69            | 68            | 66            | 68            | 74            | 82            | 85            | 84            | 78            | 72            | 69            | 69            | 74              |
| 평균 월간 일조시간                                           | 27.2          | 46.7          | 111.0         | 170.7         | 194.6         | 170.4         | 155.6         | 163.1         | 153.9         | 121.3         | 55.3          | 26.4          | 1,393.5         |
| 출처: 일본 기상청 (평년값: 1991년~2020년, 극값: 1884년~현재) |               |               |               |               |               |               |               |               |               |               |               |               |                 |

### 인접한 자치체
- 시리베시 종합진흥국
  - 슷쓰군 구로마쓰나이정
  - 시마마키군 시마마키촌
  - 이소야군 란코시정

## 역사
- 1669년 - 이 무렵 일본인이 취락을 형성해 상장소에서 교역이 활발히 행해졌다.
- 1869년 - 슷쓰군, 우타스쓰군, 이소야군 등 시리베시 17군이 설정되었다.
- 1897년 - 슷쓰 지청이 놓여 슷쓰, 우타스쓰, 이소야, 시마마키 등 4개 군을 관할했다.
- 1900년 - 슷쓰정이 되었다.
- 1910년 - 슷쓰 지청이 폐지되어 시리베시 지청의 관할이 되었다.
- 1955년 1월 15일 - 슷쓰정, 우타스쓰촌, 이소야촌 등 1정 3촌이 합병해 새로운 슷쓰정이 되었다.

## 산업
동해와 접하기 때문에 어업이 활발하다. 예전에는 청어잡이로 번창했다.

## 교통

### 도로
- 국도 229호선(일본어판)
- 국도 276호선